# Halecium curvicaule
Halecium curvicaule är en nässeldjursart som beskrevs av von Lorenz 1886. Halecium curvicaule ingår i släktet Halecium och familjen Haleciidae. Arten är reproducerande i Sverige. Inga underarter finns listade i Catalogue of Life.